# Вейкос, Ламброс
Ла́мброс Ве́йкос (греч. Λάμπρος Βέικος; ум. 1827) — греческий военачальник, участник Освободительной войны Греции 1821—1829 годов.

## Семья
Ламброс (Зарбас) Вейкос родился во второй половине века (точная дата неизвестна) в одном из 11 сёл образовывавших Сулиотскую конфедерацию (греч. Σουλιώτικη Συμπολιτεία) на юге Эпира — бывшей в период османского господства одной из основных греческих вольниц. По другим сведениям родился в близлежащем селе Николици, Превеза. Принадлежал большому сулиотскому клану, отличившемуся в войнах против правителя османского Эпира Али-паши:A-327:А-330: Его отец, Фотос Вейкос Зорбас (или Зарбас) был одним из вождей сулиотов в начале XIX века. Ламброс Вейкос часто также упоминается в греческой историографии под фамилией Зарбас. Сам Ламброс Вейкос прославился уже в декабре 1803 года, в ходе третьего похода Али-паши и устроенной им блокады, одержав победу против войск Али при Кунги:А-336. Однако блокада вынудила выживших сулиотов совершить прорыв и перебраться на Ионические острова, находившиеся на тот момент под российским контролем, где они служили в воинских формированиях созданных российскими властями.

## Освободительная война

### Период 1821—1824 годов
Али-паша вынашивал сепаратистские планы, которые в своих целях использовала греческая революционная организация Филики Этерия. К середине 1820 года против Али были посланы войска 26 пашей, включая Хуршита-паши из Пелопоннеса, что оттягивало османские войска из южной Греции накануне греческого восстания. В этой межосманской войне греки воевали как на стороне Али-паши, так и на стороне султана. Под водительством Нотиса Боцариса и Кицоса Дзавеласа сулиоты высадились с Керкиры в Эпире, заявив туркам, что хотят принять участие в войне против своего врага. Когда они встали под стены Янин, Али, чтобы нейтрализовать нового врага, сулиотов, предоставил им бумагу, где расписался что возвращает им Сули. 15 января 1821 года, накануне Греческой революции, состоялось возвращение Сули сулиотам. На подписанном документе албанцы клялись в том, что «кто из мусульман нарушит мир, пусть умрёт евреем», а сулиоты, «если греки нарушат договор, пусть умрут отступниками Христа»:А-344.
После начала Греческой революции в марте 1821 года, Хуршит-паша, возглавлявший султанские войска в войне против Али, начал готовить свои силы в поход на юг Греции. Но он должен был каким то образом нейтрализовать опасность, которую представляли для турок вернувшиеся в свои горы сулиоты.
Он решил установить контроль над местностью «Пять колодцев» («Пенте пигадья — Πέντε Πηγάδια»), которая была дорожным узлом между Артой и Янина и была занята сулиотами с декабря 1820 года.
На занятие этой позиции был послан Селим паша с 5 тысячами солдат, но он потерпел поражение от Маркоса Боцариса.
Сулиоты стали угрожать крепости Тоскеси и Хуршит послал в помощь гарнизону 3.500 турок, под командованием албанца Сулджи Корча. 15 сентября сулиоты сразились с шедшей к Тоскеси турецкой колонной и одержали победу. Однако положение блокированных в своих горах сулиотов оставалось тяжёлым. В своём письме временному революционному правительству от 16 февраля 1822 года, они просили направить корабли к побережью Эпира, дабы обеспечить их хотя бы боеприпасами. В числе 9 военачальников подписавших это письмо был и Ламброс Вейкос, что отражает его статус в иерархии командования сулиотов.
После новых и неудачных дипломатических попыток нейтрализовать сулиотов, в мае 1822 года Хуршит осадил Сули с 15 тысячным войском. Однако череда побед сулиотов не прерывалась.
Хуршит был вынужден бросить затею с Сули, оставил в Эпире Омера Вриони, а сам 18 июня отправился в Ларису, готовить поход в Морею, где повстанцы установили контроль практически над всей её территорией":В-202. Но блокада Сули продолжалась. После того как в июле попытка революционных сил снять блокаду Сули завершилась бесславным поражением при Пета, потеряв всякую надежду на помощь, окруженные сулиоты подписали 28 июля в английском консульстве города Превеза условия сдачи Сули. Однако, оставив родину, они через Ионические острова выбрались в Южную Грецию и участвовали практически во всех сражениях Освободительной войны.
В июле 1824 года, возглавляя свой отряд, Вейкос принял участие в Сражении при Амблиани:Δ-366:Г-366 которое историк Д. Фотиадис охарактеризовал как «одно из самых блестящих сражений Освободительной войны»:Г-45. В сражении при Амблиани Ламброс Вейкос (Зарбас), возглавил сотню бойцов, которые отказались вести бой за укрытием и сражались против македонских мусульман на левом фланге в открытом поле:568:Г-46. Однако он принял участие и в последующих междуусобных столкновениях:Г-57. Так в декабре 1824 года он со своим отрядом был отмечен в кампании румелиотов (бойцов из Средней Греции) против жителей Мореи:Δ-369:Г-54.

### Месолонгион
В июле 1825 года Вейкос со своим отрядом вступил в осаждённый Месолонгион:Δ-374:Г-160.
Его роль в обороне города была существенной, что кроме прочего подтверждается тем фактом что ему была поручена переписка с его другом, Таир-агой, который по поручению Кютахьи (Решид Мехмед-паша) пытался склонить осаждённых к сдаче. Историки отмечают дружеский тон Вейкоса в этой переписке в отношении Таир-аги («Обстоятельства нашей с тобой Веры вынуждают нас воевать, но наша дружба остаётся…Кютахья требует чтобы мы сдались, но вы знаете что Бог с нами»), но и саркастический тон в отношении Кютахьи, что вызвало гнев турецкого командующего («посылаю 4 бутылки рома, чтобы ты вручил их своим байрактарам перед атакой»):Г-164. В январе 1826 года Вейкос был в составе делегации посланной в Нафплион, чтобы убедить временное правительство в необходимости любым путём обеспечить осаждённых (хотя бы) минимальными запасами продовольствия и боеприпасов:Г-188:Δ-383.

### Под командованием Караискакиса

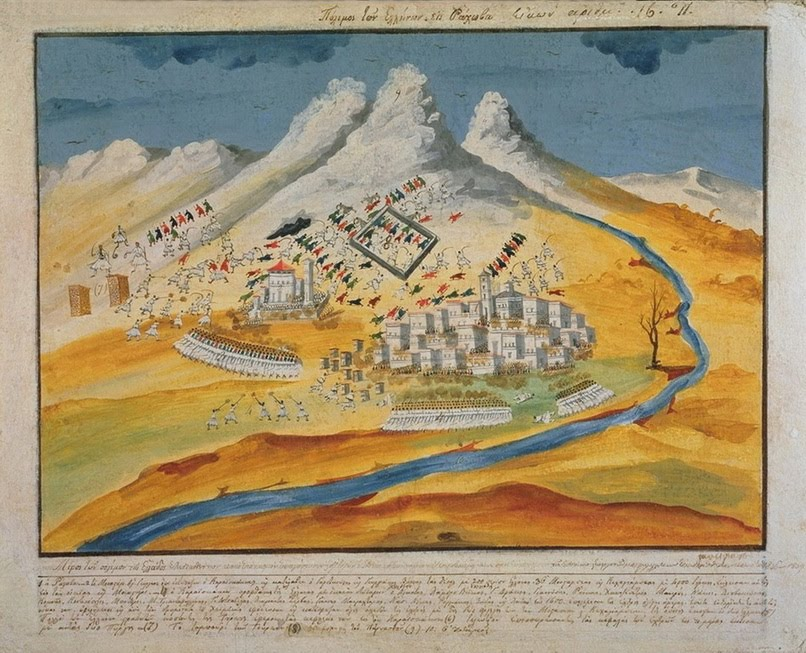
Битва при Арахове. На этой картине П. Зографоса, Ламброс Вейкос отмечен в описании № 4

После прорыва осаждённых и падения Месолонгиона, Вейкос в ноябре 1826 года принял участие походе Георгия Караискакиса по (повторному) освобождению Средней Греции. Его участие в победном для греческого оружия сражении при Арахове было заметным, что отражает и одна из 44 повествовательных картин художника примитивиста и участника войны Панайотиса Зографоса, созданных под руководством военачальника и ветерана войны Иоанниса Макриянниса:Г-302, На этой картине Вейкос упоминается в числе отличившихся участников сражения (описание № 4).
В апреле 1827 года его отряд в числе прочих расположился в лагере Караискакиса в Пирее:Г-351
Он упоминается в числе 9 командиров принявших участие в военном совете на холме Кастелла, где обозревая будущее поле боя вплоть до осаждённого турками Акрополя, был согласован план Караискакиса:451.
Кроме атаки на турецкие позиции с запада, план предусматривал ночной десант с кораблей на побережье Фалера, откуда предполагалось совершить основное наступление к Акрополю с юга.
Однако вскоре Караскакис погиб в незначительном военном эпизоде, который некоторые греческие историки рассматривают как заговор, осуществлённый в интересах британской геополитики — кампания Караискакиса в Средней Греции не соответствовала идее ограничить границы возрождающегося государства одним лишь Пелопоннесом.
Фалерская операции перешла в руки англичан адмирала Томаса Кохрейна и генерала Ричарда Чёрча, которые приступили к немедленному её осуществлению, нарушаю все предпосылки и основную идею Караискакиса.

## Смерть Ламброса Вейкоса
Первоначальный план предусматривал что десант состоится ночью. В действительности корабли подошли к берегу Фалера на рассвете. Поскольку фактор внезапности был уже утерян, Вейкос, в числе других командиров, попросил Кохрейна перенести высадку на день (ночь). Одним из аргументов была фраза «мы не успеем даже окопаться» (в клефтской тактике подразумевалось прикрытие каждого бойца в отдельности, сложенное наспех из камней). Историография сохранила диалог Кохрейна и Вейкоса. Кохрейн заявил что он «не ожидал услышать от мужественных сулиотов такие малодушные слова». На что Вейкос ответил что «ты бы не имел возможности именовать нас мужественными, если бы не принимали меры предосторожности. В силу нашей малочисленности, мы все бы давно пропали». Кохрейн не собирался прислушиваться к мнению командиров, Вейкос был уверен что его ожидает гибель. Он отдал «лишнее» серебряное оружие своему несовершеннолетнему адъютанту, с просьбой передать жене — «чтобы обеспечить детей хлебом на несколько месяцев». Сражении при Фалероне:Г-351, завершилась самым большим поражением повстанцев в ходе Освободительной войны. Критяне и сулиоты, и их командиры, в том числе Вейкос, встали у сухого русла речки Илисос, приняли неравный бой и погибли все, до последнего. Согласно Д. Фотиадису «предпочли свою могилу, нежели отступление»:Г-363.

## Потомки — Память
Старший сын Ламброса Вейкоса, Константин, успел принять участие в войне на её последнем этапе. В армии воссозданного государства, в 1832 году, он имел звание майора. Константин умер в 1862 году, оставив после себя 3 детей (внуков Ламброса Вейкоса) — Ламброса, Янниса и Георгиоса. Семья Константина имела усадьбу, которая ныне находится в пределах афинского квартала Галаци. Территория усадьбы стала парком, получившим имя Парк Вейкоса. Центральный проспект Галаци назван именем Ламброса Вейкоса.
В Историческом музее Афин, среди прочих портретов самых известных участников Освободительной войны, выставлен и портрет Ламброса Вейкоса, работы художника Фемистокла Дракоса (1830—1905). Поскольку художник родился после смерти Вейкоса, портрет выполнен либо на основании каких либо рисунков/набросков, либо (скорее всего) на основании описаний.